# Guy Pearce
Guy Edward Pearce (ur. 5 października 1967 w Ely) – australijski aktor filmowy i telewizyjny oraz muzyk pochodzenia brytyjskiego.

## Życiorys

### Wczesne lata
Urodził się w Ely jako młodsze dziecko pochodzącej z Anglii, urodzonej w Durham nauczycielki Anne Cocking (z domu Pickering) i nowozelandzkiego pilota Stuarta Pearce'a (ur. 1937, zm. 6 sierpnia 1976), który zginął w katastrofie lotniczej, gdy Guy miał 9 lat, dorastał ze starszą siostrę Tracey (ur. 1965). W 1971 jego rodzina przeprowadziła się do Geelong w Australii. W 1983 jego matka ponownie wyszła za mąż za Lauriego Cockinga.

### Kariera
W wieku 11 lat występował w lokalnym teatrze w przedstawieniach amatorskich, takich jak Król i ja, Alicja w Krainie Czarów, Czarodziej z Krainy Oz, musicalu Grease (odbył roczne tournée) jako Danny Zuko, Nienawidzę Hamleta i Sen nocy letniej Szekspira. Od 16 do 22 roku życia trenował amatorsko kulturystykę, w 1984 zdobył m.in. tytuł Mr. Natural stanu Wiktorii.
Po ukończeniu Geelong College w Geelong (1985), za radą swojego nauczyciela dramatu, rozpoczął karierę aktorską od udziału w dwóch popularnych operach mydlanych: Sąsiedzi (Neighbours, 1986–1990) w roli studenta pedagogiki i nurka i Zatoka serc (Home and Away, 1994–1995). Potem wystąpił w reklamie batoników Mars i powrócił na mały ekran jako Rob McGregor w serialu Klan McGregorów (Snowy River: The McGregor Saga, 1993-95).
Na dużym ekranie pojawił się po raz pierwszy w dwóch niezależnych filmach australijskich: thrillerze Niebo dziś wieczorem (Heaven Tonight, 1990) jako muzyk rockowy i dramacie muzycznym Piątek w mojej pamięci (Friday on My Mind, 1990). Zachwycił krytykę rolą najmłodszego z artystów drag queen przemierzających kontynent australijski w komedii muzycznej Priscilla, królowa pustyni (The Adventures of Priscilla, Queen of the Desert, 1995).
Zagrał aktora Errola Flynna w biograficznym dramacie Flynn (1996). W komedii Randka z wrogiem (Dating the Enemy, 1996) wystąpił jako czarujący i nieco egocentryczny prezenter własnego show, który funkcjonuje w ciele partnerki. W nawiązującym do poetyki kina noir thrillerze Tajemnice Los Angeles (L.A. Confidential, 1997) zagrał syna jednego z większych szych w policji, bezkompromisowego oficera o twarzy prymusa, dbającego o własną karierę cynicznego formalisty, który naraża się kolegom rygorystycznym przestrzeganiem przepisów i złamaniem koleżeńskiej solidarności, został bardzo dobrze przyjęty zarówno przez krytykę, jak i widownię.

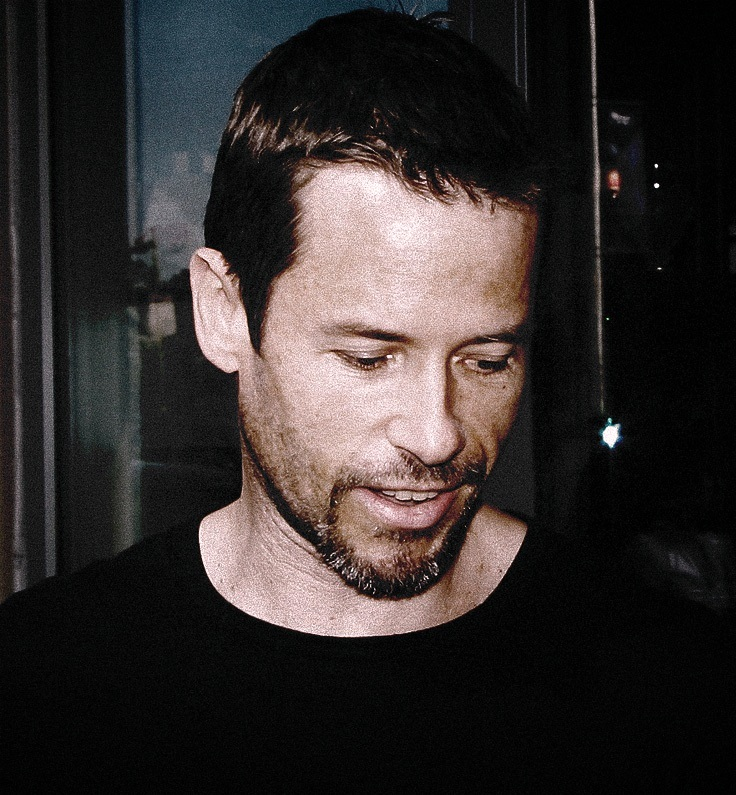
Pearce (2007)

Został ciepło przyjęty i uhonorowany nagrodą krytyków w Las Vegas i San Diego za rolę detektywa ubezpieczeniowego z San Francisco, który w wyniku urazu traci tzw. pamięć krótkotrwałą, poszukuje przestępcy, który zgwałcił i zamordował jego żonę w thrillerze Memento (2000). Wystąpił na scenie w Melbourne w spektaklu Face to Face (2000) i australijskiej sztuce Tennessee Williamsa Słodki ptak młodości (2002) jako Chance Wayne. Wystąpił w roli nieszczęśliwie zakochanego Fernanda Mondego hrabiego de Morcerfa w ekranizacji słynnej powieści Aleksandra Dumasa Hrabia Monte Christo (The Count of Monte Cristo, 2002). Wystąpił w teledysku zespołu Silverchair do piosenki „Across the Night” (2003). Zagrał główną rolę w docenionym przez krytykę westernie Propozycja (2005). W dramacie biograficznym Dziewczyna z fabryki (2006) pojawił się jako artysta pop Andy Warhol. W filmie Śmiertelne wyzwanie uczynków (Death Defying Acts (2007) wcielił się w rolę słynnego magika iluzjonisty Harry’ego Houdiniego. W 2014 gościnnie wystąpił w sitcomie Sean Saves the World w roli Liama, homoseksualnego trenera szermierki.

## Życie prywatne

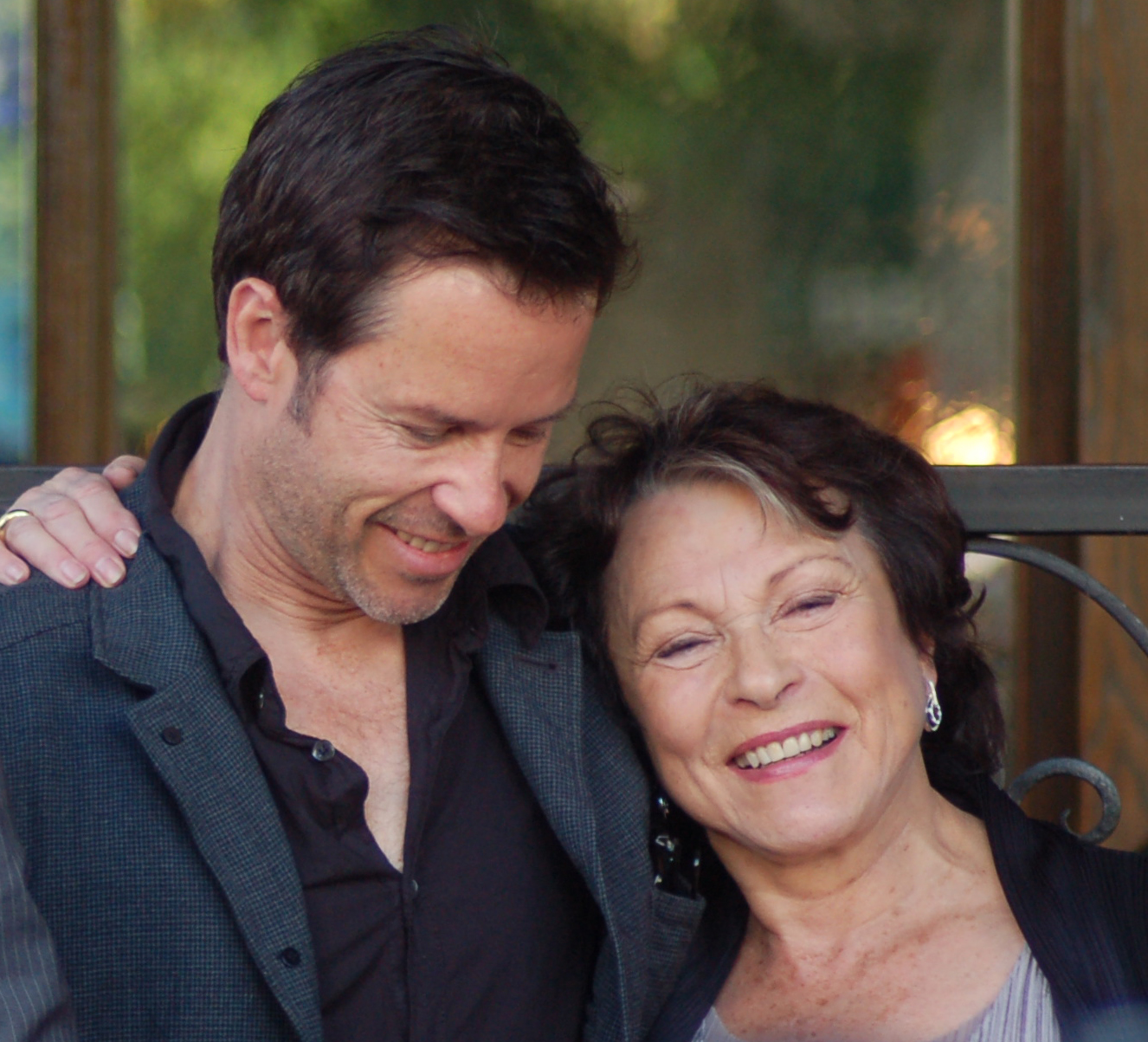
Pearce i Claire Bloom (2011)

Jest zdeklarowanym ateistą i wegetarianinem. Wspiera prawa osób LGBT, prawa zwierząt, dobrostan zwierząt.
15 marca 1997 poślubił psycholog Kate Mestitz (ur. 1967), sympatię ze szkoły średniej. Zamieszkał w Geelong, w Australii. Po osiemnastu latach, w 2015 roku doszło do rozwodu.
W 2015 związał się z Carice van Houten, z którą ma syna Monte (ur. w sierpniu 2016).

## Filmografia

### Filmy fabularne
- 1990: Niebo dziś wieczorem (Heaven Tonight) jako Paul Dysart
- 1990: Piątek w mojej pamięci (Friday on My Mind)
- 1991: Polowanie (Hunting) jako Sharp
- 1995: Priscilla, królowa pustyni (The Adventures of Priscilla, Queen of the Desert) jako Adam Whitely/Felicia Jollygoodfellow
- 1996: Randka z wrogiem (Dating the Enemy) jako Brett
- 1996: Flynn jako Errol Flynn
- 1997: Tajemnice Los Angeles (L.A. Confidential) jako Ed Exley
- 1998: Piętno nowego świata (Woundings) jako Jimmy Compton
- 1999: Drapieżcy (Ravenous) jako kapitan John Boyd
- 1999: Obok życia (A Slipping-Down Life) jako Drumstrings Casey
- 2000: Memento jako Leonard Shelby
- 2000: Regulamin zabijania (Rules of Engagement) jako major Mark Biggs
- 2002: Wehikuł czasu (The Time Machine) jako Alexander Hartdegen
- 2002: Dokonać zemsty (The Hard Word) jako Dale
- 2002: Hrabia Monte Christo (The Count of Monte Cristo) jako Fernand Mondego
- 2002: Miłość mojej młodości (Till Human Voices Wake Us) jako Sam Franks
- 2004: Dwaj bracia (Deux frères) jako Aidan McRory
- 2005: Propozycja (The Proposition) jako Charlie Burns
- 2006: Pierwszy śnieg (First Snow) jako Jimmy
- 2006: Dziewczyna z fabryki jako Andy Warhol
- 2007: Śmiertelne wyzwanie uczynków (Death Defying Acts) jako Harry Houdini
- 2008: Jakie zmiany w 9 tygodni (How to Change in 9 Weeks)
- 2008: Skrzydlate cienie (Winged Creatures) jako dr Bruce Laraby
- 2008: The Hurt Locker. W pułapce wojny jako sierżant Matt Thompson
- 2008: Zdrajca (Traitor) jako Roy Clayton
- 2008: Opowieści na dobranoc (Bedtime Stories) jako Kendal Duncan
- 2009: In Her Skin jako pan Barber
- 2009: Droga (The Road) jako weteran
- 2010: Królestwo zwierząt (Animal Kingdom) jako Leckie
- 2010: Nie bój się ciemności (Don't Be Afraid of the Dark) jako Alex Hirst
- 2010: Jak zostać królem (The King’s Speech) jako Edward VIII Windsor
- 2011: Bóg zemsty (Seeking Justice) jako Simon / Eugene Cook
- 2012: Prometeusz (Prometheus) jako Peter Weyland
- 2012: Lockout jako Snow
- 2012: Gangster (Lawless) jako zastępca szeryfa Charlie Rakes
- 2013: Iron Man 3 jako Aldrich Killian
- 2013: Breathe in jako Keith Reynolds
- 2014: Włóczęga (The Rover) jako Eric
- 2015: Przebudzeni (Equals) jako Jonas
- 2015: Efekty (Results) jako Trevor
- 2016: Geniusz (Genius) jako F. Scott Fitzgerald
- 2017: Obcy: Przymierze (Alien: Covenant) jako Peter Weyland
- 2018: Swingujące wakacje (Swinging Safari) jako Keith Hall
- 2018: Maria, królowa Szkotów (Mary Queen of Scots) jako William Cecil
- 2020: Na straży prawa (Disturbing the Peace) jako szeryf Jim Dillon
- 2024: Brutalista (The Brutalist) jako przemysłowiec Harrison Lee Van Buren Sr.

### Filmy TV
- 1997: Diabelska gra (The Devil Game) jako Michael
- 1997: Halifax f.p: Déjà Vu jako Daniel Viney/Richard Viney

### Seriale TV
- 1986-90: Sąsiedzi (Neighbours) jako Mike Young
- 1991-92: Zatoka serc (Home and Away) jako David Croft
- 1992: Bony jako Craig
- 1995: Klan McGregorów (Snowy River: The McGregor Saga) jako Rob McGregor
- 2011: Mildred Pierce jako Monty Beragon
- 2014: Sean Saves the World jako Liam

## Nagrody
- Nagroda Gildii Aktorów Ekranowych Nominacja: Najlepsza obsada filmowa: 1998 Tajemnice Los Angeles